# Бібліотека Сулейманіє
41°00′57″ пн. ш. 28°57′46″ сх. д. / 41.015732790372° пн. ш. 28.962860595103° сх. д.

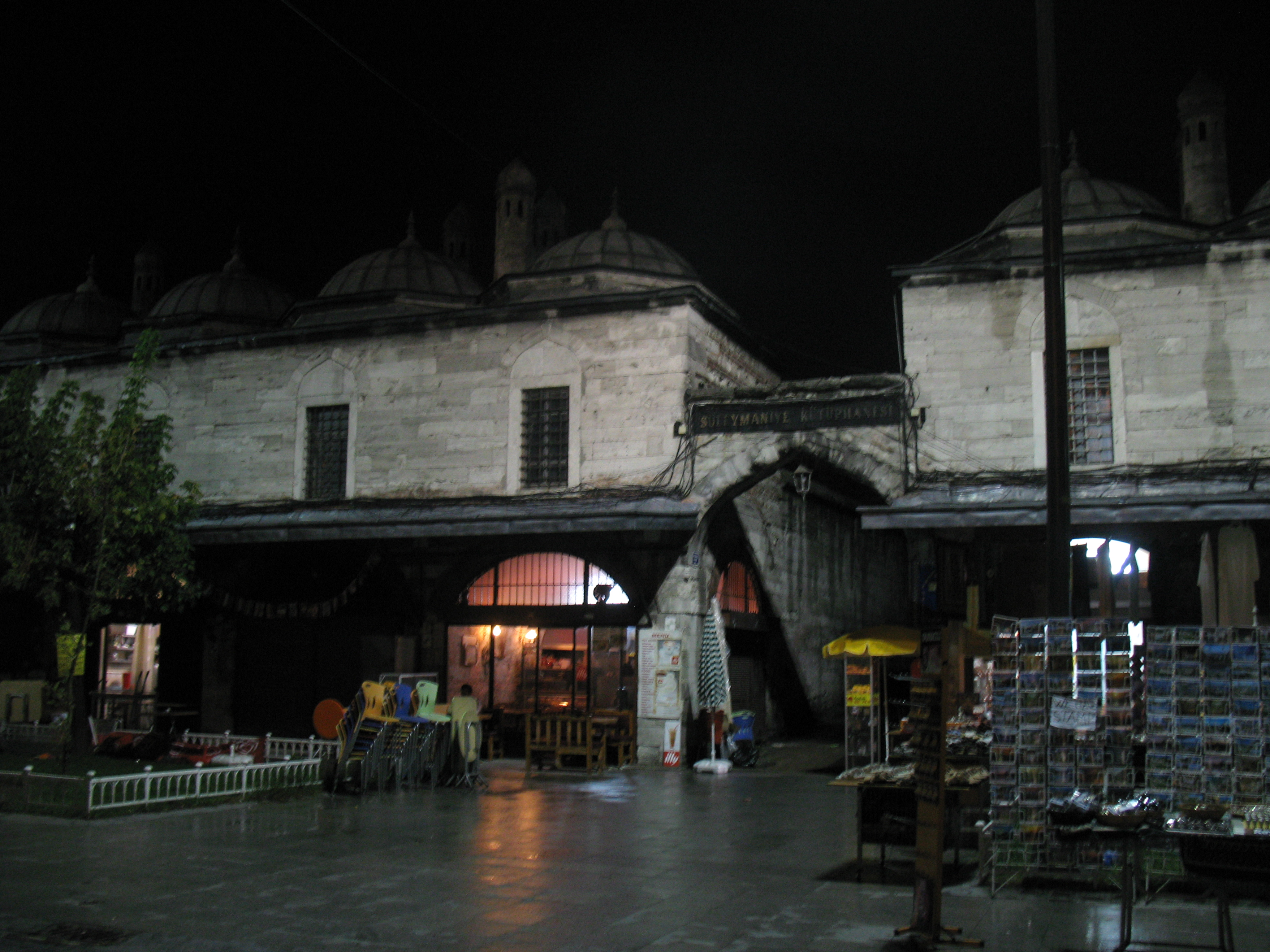
Бібліотека Сулейманіє

Бібліотека «Сулейманіє» (тур. Süleymaniye kütüphanesi) — бібліотека манускриптів, що є частиною комплексу Сулейманіє, розташованого в Стамбулі, Туреччина. Це одна з найбільших орієнтальних бібліотек, у колекції якої близько 73 тис. документів VIII—XIX століть та понад 50 тис. друкованих книг.

## Історія
Комплекс Сулейманіє був закінчений 1557 року. Спочатку в ньому не було окремої бібліотеки, хоча кожна медресе містила свою власну бібліотеку. У 1924 році приміщення Сани медресе були передані бібліотеці, а пізніше бібліотеці були передані також приміщення Еввел медресе та прилеглої початкової школи. 1961 року був створений реставраційний відділ.

## Фонди
У бібліотеці зберігаються близько 73 тис. орієнтальних манускриптів, близько 50 тис. друкованих видань, близько 94 тис. вакуфів. З 2001 року фонди бібліотеки оцифровуються, і до 2009 року в цифровий формат переведено понад 100 тис. документів.

## Практична інформація
Бібліотека відкрита для відвідувачів щодня з 9:00 до 19:00, вхід вільний, проте для роботи з манускриптами потрібно спеціальний дозвіл Головного управління бібліотек Міністерства культури.